# Stanisław Owsianny
Stanisław Owsianny (ur. 1 maja 1888 w Świńcu, zm. między 16 a 19 kwietnia 1940 w Katyniu) – kapitan lekarz rezerwy Wojska Polskiego, kawaler Krzyża Walecznych, ofiara zbrodni katyńskiej.

## Życiorys
Urodził się w rodzinie Jana i Antoniny z Kaczorów. Uczęszczał do gimnazjum w Krotoszynie, z którego za udział w strajku szkolnym został wydalony. W czasach gimnazjalnych był członkiem Towarzystwa Tomasza Zana. Ukończył studia na wydziale lekarskim Uniwersytetu w Lipsku. Uczestnik I wojny światowej, powstania wielkopolskiego, obrony Lwowa. Od 1919 w Wojsku Polskim, służył w 8 Szpitalu Okręgowym. Brał udział w wojnie polsko-bolszewickiej. Awansowany do stopnia kapitana 12 czerwca 1919. W 1920 służył w szpitalu wojskowym w Kościanie, następnie w 15 pułku artylerii polowej i 3 pułku lotniczym. 24 września 1920 roku został zatwierdzony z dniem 1 kwietnia 1920 roku w stopniu kapitana lekarza, w Korpusie Lekarskim, w grupie oficerów byłej armii niemieckiej. Pełnił wówczas służbę w VII Brygadzie Rezerwowej. W 1920 w Poznaniu wydał „Aus der polnischen Volksmedizin”.
W 1922 został zdemobilizowany i przydzielony w rezerwie do kompanii zapasowej sanitarnej Nr 7. 8 stycznia 1924 został zweryfikowany w stopniu kapitana ze starszeństwem z dniem 1 czerwca 1919 i 1160. lokatą w korpusie oficerów sanitarnych rezerwy, grupa lekarzy. Posiadał przydział w rezerwie do VII batalionu sanitarnego.  
6 października 1930 uczestniczył w wypadku samochodowym na trasie Czempiń - Śrem. W wyniku zdarzenia śmierć ponieśli burmistrz Szamotuł i prezes związku burmistrzów Konstanty Scholl, i burmistrz Witkowa - Neuman. Należał do Związku Oficerów Rezerwy. Przewodniczył Rocznemu Walnemu Zgromadzeniu Związku Oddziału Poznańskiego w 1932. W 1934 pozostawał w ewidencji Powiatowej Komendy Uzupełnień Szamotuły i posiadał przydział w rezerwie do kadry zapasowej 7 Szpitala Okręgowego w Poznaniu. 13 lutego 1938 w czasie walnego, a jednocześnie konsolidacyjnego zgromadzenia Związku Weteranów Powstań Narodowych 1914–1919 i Towarzystwa Powstańców Wielkopolskich został wybrany ławnikiem zgromadzenia. W marcu 1939 na walnym zgromadzeniu szamotulskiego Koła Powstańców Wielkopolskich został wybrany na delegata na zjazd okręgowy. W 1939 był przewodniczącym szamotulskiego Komitetu Obywatelskiego, działał w Związku Powstańców Wielkopolskich. 2 lipca 1939 przewodniczył uroczystości przekazania batalionowi Obrony Narodowej „Szamotuły” karabinów maszynowych.   
W 1939 zmobilizowany. W czasie kampanii wrześniowej, po agresji ZSRR na Polskę (17 września 1939), w nieznanych okolicznościach dostał się do niewoli radzieckiej. Według stanu z 17 listopada 1939 był jeńcem obozu w Kozielsku. Między 15 a 17 kwietnia 1940 przekazany do dyspozycji naczelnika Zarządu NKWD Obwodu Smoleńskiego – lista wywózkowa 029/1 z 13 kwietnia 1940, pozycja 37, nr akt 1767. Został zamordowany między 16 a 19 kwietnia 1940 w Katyniu przez funkcjonariuszy Obwodowego Zarządu NKWD w Smoleńsku oraz pracowników NKWD przybyłych z Moskwy na mocy decyzji Biura Politycznego KC WKP(b) z 5 marca 1940. Ofiary tej zbrodni grzebano w bezimiennych mogiłach zbiorowych, gdzie od 28 lipca 2000 mieści się oficjalnie Polski Cmentarz Wojenny w Katyniu. W miejscu tym prowadzone były ekshumacje i prace archeologiczne. W 1943 jego ciało zostało zidentyfikowane w toku ekshumacji nadzorowanych przez Niemców pod numerem 1795 – dosł. określony jako Owsiany Stanislaw (raport dzienny z 12 maja 1943). Przy jego szczątkach znaleziono: dyplom lekarski w języku niemieckim, świadectwo szczepienia w Kozielsku nr 1161, legitymację tymczasową, legitymację nadania Krzyża Niepodległości oraz papierośnicę. Figuruje na liście Komisji Technicznej PCK pod numerem 01795 wskazany jako Owsiany Stanisław. Znajduje się na liście ofiar opublikowanej w Gońcu Krakowskim nr 125 oraz Nowym Kurierze Warszawskim nr 131. W Archiwum Robla znajduje się deklaracja grupy jeńców z 17 listopada 1939 o braku środków pieniężnych. Pismo znaleziono przy zwłokach por. rez. Konstantego Zachert-Olszyca (pakiet 02567-01).

### Życie prywatne
Od 25 kwietnia 1925 był mężem Janiny Brochwicz-Żelewskiej.  

## Ordery i odznaczenia
- Złoty Krzyż Zasługi (19 marca 1931)[27]
- Medal Niepodległości (16 marca 1933)[28][29][30]

## Upamiętnienie
- Tablica na Pomniku Polskiego Państwa Podziemnego w Poznaniu[31].
- Minister obrony narodowej Aleksander Szczygło decyzją Nr 439/MON z 5 października 2007 awansował go pośmiertnie na stopnień majora[32]. Awans zostały ogłoszone 9  listopada 2007, w Warszawie, w trakcie uroczystości „Katyń Pamiętamy – Uczcijmy Pamięć Bohaterów”.
- Krzyż Kampanii Wrześniowej – zbiorowe, pośmiertne odznaczenie pamiątkowe wszystkich ofiar zbrodni katyńskiej (1 stycznia 1986).
- Jest jednym z kilkuset lekarzy pochowanych na Polskim Cmentarzu Wojennym w Katyniu i upamiętnia go tabliczka epitafijna nr 2705[33].